# バリアフリー・スポーツ・ネットワーク
特定非営利活動法人バリアフリー・スポーツ・ネットワーク（Barrier Free Sports Network、略称 BSN）は2001年に設立され、スポーツ施設のバリアフリー化の整備、高齢者・障害者のスポーツ参加の推進および支援を目的とする特定非営利活動法人（NPO法人）である。
2001年8月、東京都より特定非営利活動法人として認証。2003年4月からは、スノーケリングの安全普及を目的に組織内に「日本スノーケリング連盟」を設立した。

## 事業内容
- スポーツ訓練施設のバリアフリー整備化の推進と支援
- 高齢者、障害者スポーツ指導の指導者養成及び認定
- 指導者の紹介と派遣及びボランティア活動
- 高齢者・障害者スポーツ参加への推進及び情報提供
- スポーツへの参加による心身リハビリと健康推進活動
- 自動販売機を活用し、BSN基金の運用